# From the Makers of
Albums de Status Quo
1+9+8+2
(1982) Back to Back
(1983)
Compilations de Status Quo
12 Gold Bars
(1980) 12 Gold Bars Vol.2
(1984)
From the Makers of est une compilation du groupe de rock anglais Status Quo. Elle est sortie le 8 novembre 1982 sur le label Phonogram.

## Présentation
Cette compilation se présente sous forme de Box set regroupant au choix trois disques vinyles ou deux cassettes audio. Les enregistrements vont de 1968 à 1982 et regroupent notamment, sur les deux premiers albums, les singles qui sont entrés dans le top 20 des charts britanniques. Le troisième album provient de l'enregistrement du concert donné par le groupe au National Exhibition Centre de Birmingham le 14 mai 1982 dans le cadre de l'organisation The Prince's Trust chère à Charles III alors encore Prince de Galles. Ce troisième album sera réalisé comme album unique en 1984 sous le nom de Live at the N.E.C..
Cette compilation se classa à la 4e place des charts britanniques et sera récompensée par un disque d'or.

## Liste des titres

### Album 1
Face 1
| No | Titre                                      | Auteur                    | Origine                                                        | Durée |
| -- | ------------------------------------------ | ------------------------- | -------------------------------------------------------------- | ----- |
| 1. | Pictures of Matchstick Men (mono (UK # 7)) | Francis Rossi             | Picturesque Matchstickable Messages from the Status Quo (1968) | 3:09  |
| 2. | Ice in the Sun (mono (UK # 8))             | Marty Wilde, Ronnie Scott | Picturesque Matchstickable Messages...                         | 2:12  |
| 3. | Down the Dustpipe (mono (UK # 12))         | Carl Grossman             | Single (1970)                                                  | 2:04  |
| 4. | In My Chair (mono (UK # 21))               | Rossi, Bob Young          | Single (1970)                                                  | 3:18  |
| 5. | Junior's Wailing                           | Kieran White, Martin Pugh | Ma Kelly's Greasy Spoon (1970)                                 | 3:32  |
| 6. | Mean Girl (UK #20)                         | Rossi, Young              | Dog of Two Head (1971)                                         | 3:54  |
| 7. | Gerdundula                                 | Manston, James            | Dog of Two Head                                                | 3:21  |
| 8. | Paper Plane (UK # 8)                       | Rossi, Young              | Piledriver (1972)                                              | 2:56  |

Face 2
| No | Titre                               | Auteur                                       | Origine             | Durée |
| -- | ----------------------------------- | -------------------------------------------- | ------------------- | ----- |
| 1. | Big Fat Mama                        | Rossi, Rick Parfitt                          | Piledriver          | 5:53  |
| 2. | Roadhouse Blues (reprise des Doors) | Morrison, Densmore, Krieger, Manzarek        | Piledriver          | 7:28  |
| 3. | Break the Rules (UK # 8)            | Rossi, Parfitt, Alan Lancaster, John Coghlan | Quo (1974)          | 3:37  |
| 4. | Down Down (UK # 1)                  | Rossi, Young                                 | On the Level (1975) | 3:53  |
| 5. | Bye Bye Johnny                      | Chuck Berry                                  | On the Level        | 4:42  |

### Album 2
Face 1
| No | Titre                     | Auteur                     | Origine                            | Durée |
| -- | ------------------------- | -------------------------- | ---------------------------------- | ----- |
| 1. | Rain (UK # 7)             | Parfitt                    | Blue for You (1976)                | 4:35  |
| 2. | Mystery Song (UK # 11)    | Parfitt, Young             | Blue for You                       | 4:00  |
| 3. | Blue for You              | Lancaster                  | Blue for You                       | 4:06  |
| 4. | Is There a Better Way     | Rossi, Lancaster           | Blue for You                       | 3:30  |
| 5. | Again and Again (UK # 13) | Parfitt, Andy Bown, Lynton | If You Can't Stand the Heat (1978) | 3:38  |
| 6. | Accident Prone (UK # 36)  | Hutchins, Williams         | If You Can't Stand the Heat        | 4:06  |

Face 2
| No | Titre                                    | Auteur                         | Origine                  | Durée |
| -- | ---------------------------------------- | ------------------------------ | ------------------------ | ----- |
| 1. | Wild Side of Life (UK # 9)               | Arlie Carter, William Warren   | Single (1976)            | 3:16  |
| 2. | Living on an Island (Uk # 16)            | Parfitt, Young                 | Whatever You Want (1979) | 3:54  |
| 3. | What You're Proposing (UK # 2)           | Rossi, Bernie Frost            | Just Supposin' (1980)    | 4:15  |
| 4. | Lies (UK # 11)                           | Rossi, Frost                   | Just Supposin'           | 4:00  |
| 5. | Rock 'n' Roll (UK # 8)                   | Rossi, Frost                   | Just Supposin'           | 4:04  |
| 6. | Somethin' 'Bout You Baby I Like (UK # 9) | Richard Supa                   | Never Too Late (1981)    | 2:57  |
| 7. | Dear John (UK # 10)                      | Jackie McAuley, John Gustafson | 1+9+8+2 (1982)           | 3:10  |

### Album 3
- Live at the N.E.C. (14 mai 1982)

| No | Titre                  | Auteur                                    | Origine        | Durée |
| -- | ---------------------- | ----------------------------------------- | -------------- | ----- |
| 1. | Caroline               | Rossi, Young                              | Hello! (1973)  | 5:30  |
| 2. | Roll Over and Lay Down | Rossi, Parfitt, Lancaster, Coghlan, Young | Hello!         | 5:59  |
| 3. | Backwater              | Parfitt, Lancaster                        | Quo            | 4:35  |
| 4. | Little Lady            | Parfitt                                   | On the Level   | 3:20  |
| 5. | Don't Drive My Car     | Parfitt, Bown                             | Just Supposin' | 4:21  |

Face 2
| No | Titre                      | Auteur                | Origine                           | Durée |
| -- | -------------------------- | --------------------- | --------------------------------- | ----- |
| 1. | Whatever You Want          | Parfitt, Bown         | Whatever You Want                 | 4:31  |
| 2. | Hold You Back              | Rossi, Parfitt, Young | Rockin' All Over the World (1977) | 4:40  |
| 3. | Rockin' All Over the World | John Fogerty          | Rockin' All Over the World        | 4:03  |
| 4. | Over the Edge              | Lancaster, Keith Lamb | Just Supposin'                    | 4:16  |
| 5. | Don't Waste My Time        | Rossi, Young          | Piledriver                        | 4:20  |

## Musiciens
- Francis Rossi: guitare solo, chant
- Rick Parfitt: guitare rythmique, chant
- Alan Lancaster: basse chant
- John Coghlan:  batterie, percussions sauf sur Dear John et tout le troisième album
- Pete Kircher:  batterie, percussions sur Dear John et tout le troisième album
- Roy Lynes: claviers sur les cinq premiers titres de la face 1 du premier album
- Andy Bown: claviers à partir de  Again and Again
- Bob Young: harmonica sur Roadhouse Blues

## Charts & certification
Charts
| Pays                          | Durée du classement | Meilleur classement | Date             |
| ----------------------------- | ------------------- | ------------------- | ---------------- |
| Royaume-Uni (UK Albums Chart) | 18 semaines         | 4e                  | 21 novembre 1982 |

Certification
| Pays        | Certification | Ventes    | Date             |
| ----------- | ------------- | --------- | ---------------- |
| Royaume-Uni | Or            | 100 000 + | 30 novembre 1982 |